# Vincelles (Marna)
Vincelles è un comune francese di 330 abitanti situato nel dipartimento della Marna nella regione del Grand Est.

## Società

### Evoluzione demografica
Abitanti censiti